# Coromandel (houtsoort)

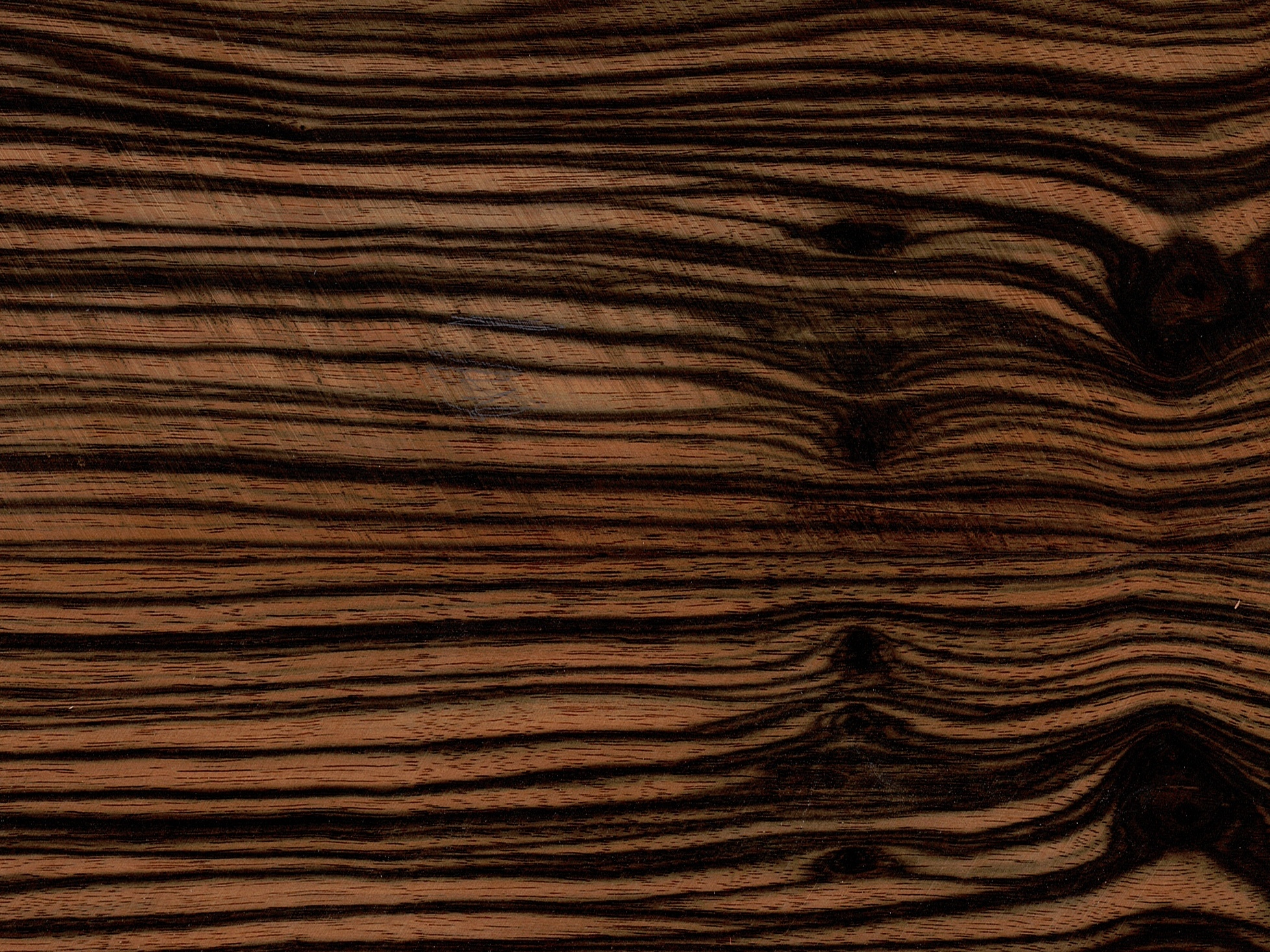
Diospyros celebica (twee delen fineer, gespiegeld)

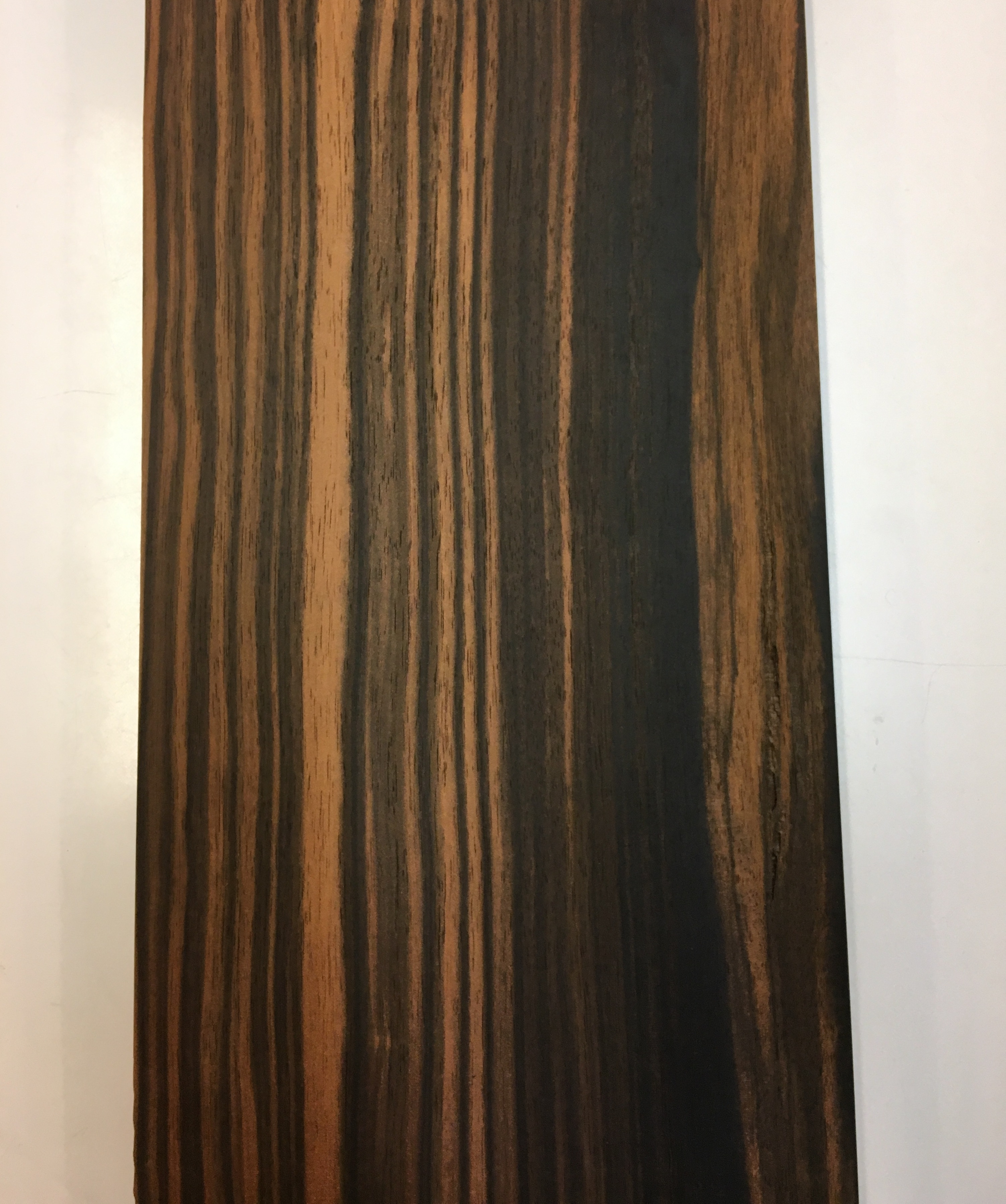
Houtmonster

Coromandel is een houtsoort. Deze is misschien het best te karakteriseren als hout dat geen echt ebben is: zo wordt het wel "Makassar-ebben" of "gestreept ebben" genoemd, of "gestreept ebbenhout". Evenals het ebben wordt dit hout geleverd door een aantal tropische soorten uit het geslacht Diospyros. De bekendste soort die coromandel levert zal Diospyros celebica zijn, een soort inheems op Sulawesi, Indonesië.
Het verschil met ebben is vooral dat coromandel niet puur zwart van kleur is, maar gestreept. In fysische eigenschappen is het te vergelijken met ebben: het is zeer hard en zwaar, maar laat zich desondanks goed bewerken (zagen, schaven, boren en polijsten). Het heeft een homogene structuur, een korte draad en splintert bijna niet. Na droging werkt het zeer weinig.
Coromandel is een van de houtsoorten die per kilo wordt verhandeld. De reden hiervoor is de kostbaarheid van het materiaal. Het is vooral bekend van toeristisch snijwerk, uit Indonesië.
Een soort die in dit verband (vooral in Engelse woordenboeken) ook wel genoemd wordt is Diospyros quaesita, inheems in een deel van Sri Lanka maar daar al vroeg grootschalig weggekapt. Deze soort levert ook een bijzonder hout dat calamander genoemd wordt: ook dit is geen zwart ebben.